# ATP-toernooi van Istanbul
Het ATP-toernooi van Istanbul was een jaarlijks terugkerend tennistoernooi voor mannen dat werd georganiseerd in het Turkse Istanbul. De officiële naam van het toernooi was TEB BNP Paribas Istanbul (voorheen Garanti Koza Istanbul Open).
Het toernooi, dat werd georganiseerd door de ATP viel in de categorie "ATP Tour 250".
Er werd gespeeld op de gravelbanen van de Koza World of Sports facility. Deze banen bevinden zich op de grootste tennis academy in de wereld. Het center court heeft een uitschuifbaar dak en biedt plaats aan 7.500 mensen. Samen met de twee andere show banen zijn er in totaal 9.500 zitplaatsen.

## Finales

### Enkelspel
| Datum      | Naam                          | Categorie | (€)       | Winnaar           | Verliezend finalist | Uitslag             |         |
| ---------- | ----------------------------- | --------- | --------- | ----------------- | ------------------- | ------------------- | ------- |
| 06-05-2018 | TEB BNP Paribas Istanbul Open | ATP 250   | € 426.145 | Taro Daniel       | Malek Jaziri        | 7-6(4), 6-4         | Details |
| 01-05-2017 | TEB BNP Paribas Istanbul Open | ATP 250   | € 439.005 | Marin Čilić       | Milos Raonic        | 7-6(3), 6-3         | Details |
| 25-04-2016 | TEB BNP Paribas Istanbul Open | ATP 250   | € 426.530 | Diego Schwartzman | Grigor Dimitrov     | 6-7(5), 7-6(4), 6-0 | Details |
| 01-05-2015 | TEB BNP Paribas Istanbul Open | ATP 250   | € 439.005 | Roger Federer     | Pablo Cuevas        | 6-3, 7-6(11)        | Details |

### Dubbelspel
| Datum      | Naam                          | Categorie | (€)       | Winnaars                        | Verliezend finalisten            | Uitslag          |         |
| ---------- | ----------------------------- | --------- | --------- | ------------------------------- | -------------------------------- | ---------------- | ------- |
| 06-05-2018 | TEB BNP Paribas Istanbul Open | ATP 250   | € 426.145 | Dominic Inglot Robert Lindstedt | Ben McLachlan Nicholas Monroe    | 3-6, 6-3, [10-8] | Details |
| 01-05-2017 | TEB BNP Paribas Istanbul Open | ATP 250   | € 439.005 | Jiří Veselý Roman Jebavý        | Tuna Altuna Alessandro Motti     | 6-0, 6-0         | Details |
| 25-04-2016 | TEB BNP Paribas Istanbul Open | ATP 250   | € 426.530 | Flavio Cipolla Dudi Sela        | Andrés Molteni Diego Schwartzman | 6-3, 5-7, [10-7] | Details |
| 01-05-2015 | TEB BNP Paribas Istanbul Open | ATP 250   | € 439.005 | Radu Albot Dušan Lajović        | Robert Lindstedt Jürgen Melzer   | 6-4, 7-6(2)      | Details |

2015 · 2016 · 2017 · 2018
ITF-toernooien (mannen en vrouwen)

ATP-toernooien (mannen) – ATP-seizoen 2025

WTA-toernooien (vrouwen) – WTA-seizoen 2025

Voormalige toernooien mannen
Voormalige toernooien vrouwen
Voormalige amateurtoernooien